# ジョン・ワーノック
ジョン・ワーノック (John Warnock、1940年10月6日 - 2023年8月19日) は、アメリカ合衆国のプログラマでアドビの共同設立者。
ユタ州ソルトレイクシティ生まれ。アドビ設立当初の2年間は社長を、残りの16年間は代表取締役会長兼最高経営責任者を務めた。2000年に最高経営責任者の職を降りたが、チャールズ・ゲシキと共に共同議長としての立場は残った。ワーノックはグラフィックス、出版技術、ネットワーク、電子文書の開発のパイオニアであり、電子出版と視覚コミュニケーションの分野で多大に貢献した。

## 経歴
ユタ大学で数学の学士号と修士号、コンピュータサイエンスの博士号を取得した。博士論文は彼の発明した分割統治法による隠面処理アルゴリズムについてで、「ワーノックアルゴリズム」の名で知られている。卒業後はゼロックスに勤めるなどいくつかの職を経験する。ゼロックスにいた時は、素晴らしい製品が世に出るのを見るたび、自分にも作れるのにと欲求不満の固まりだったが、PostScriptを世に出してからは、LaserWriterの写真や広告が目に付くたびに快感だと述べている。
1972年にアメリカ合衆国カリフォルニア州に移り住み、1978年にパロアルト研究所に入る。
1982年にチャールズ・ゲシキと共にアドビシステムズ（現アドビ）を設立した。1984年、PostScriptをデザインした。この開発で直面した最大の問題として、大部分のプロジェクトがそうであるように、最後の2パーセントに時間の50パーセントを取られてしまうことだと述べている。その後、アドビシステムズの会長兼最高経営責任者 (CEO) を務めた。CEOは2000年12月に、会長は2017年に退任。
2008年にアメリカ国家技術賞を受賞。